# مجلس شيوخ نيوهامبشير
مجلس شيوخ نيوهامبشير (بالإنجليزية: New Hampshire Senate)‏ هو مجلس شيوخ ولاية نيوهامبشير الأمريكية، ويتكون من 24 مقعداً، وهو المجلس الأعلى في محكمة نيوهامبشير العامة.

## طالع أيضًا
- محكمة نيوهامبشير العامة